# Склеренхима
Склеренхи́ма — механическая ткань, которая встречается в органах почти всех высших растений.
Клетки её имеют прозенхимную форму и представляют собой волокна, длинные, плотно расположенные, с заострёнными концами и равномерно утолщённой, чаще одревесневшей оболочкой. Живое содержимое клеток обычно отмирает. Отдельные клетки склеренхимы называются элементарными волокнами, которые в совокупности образуют склеренхимную ткань. Отдельный тяж элементарных волокон (склеренхимных волокон) называют техническим волокном. Волокна встречаются повсеместно во всех органах в виде отдельных тяжей (пучков) или сплошным цилиндрическим кольцом, группами или рассеянно в проводящей ткани.

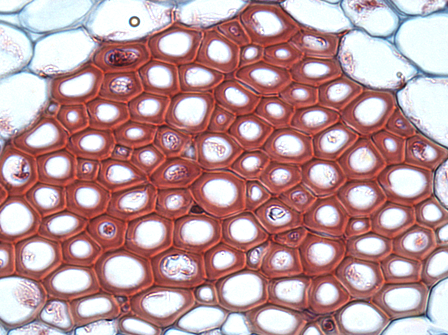
Клетки склеренхимы

## Строение
Состоит из клеток с равномерно утолщёнными и, как правило, одревесневающими оболочками. В процессе развития их протопласты разрушаются, поэтому склеренхима — ткань мёртвая. Её слагают 2 типа клеток:
- Волокна — длинные прозенхимные клетки с острыми концами и толстыми 1-2-слойными оболочками, имеющими немногочисленные простые щелевидные поры; в поперечных сечениях клетки многоугольные либо более или менее округлые;
- Склереиды — паренхимные разветвленные или довольно длинные клетки с очень толстыми многослойными оболочками, пересеченными многочисленными поровыми каналами, которые нередко выглядят ветвистыми. На самом деле, такие каналы возникают при вторичном утолщении оболочки изначально из более многочисленных и более коротких соединяющихся поровых каналов[1].

Поперечный срез стебля льна:
1. рыхлая сердцевина,
2. протоксилема,
3. ксилема,
4. флоэма,
5. склеренхима,
6. перидерма,
7. эпидерма

## Разновидности

### Разделение по происхождению
По происхождению различают первичную и вторичную склеренхиму.
- Первичная — дифференцируется из клеток основной меристемы апексов, прокамбиальных пучков или из перициклических волокон.
- Вторичная — формируется камбием.

### Разделение по расположению
В зависимости от расположения в теле растения и функциональных особенностей волокна склеренхимы разделяют на две группы:
- древесинные волокна,
- лубяные волокна.

#### Древесинные волокна
Древесинные (ксилемные) волокна, или либриформ, входят в состав проводящей ткани ксилемы. Формируются камбием. Одревесневшие оболочки этой ткани снабжены простыми порами с щелевидными очертаниями. Либриформ называют многофункциональной тканью, что связано с изменчивостью морфоструктуры волокон. Встречаются переходные элементы между клетками либриформа и водопроводящими элементами, в этом случае клетки либриформа принимают участие в транспортировке воды. Также наблюдаются переходные формы между клетками либриформа и древесинной паренхимой, тогда клетки волокон сохраняют живое содержимое, в таких клетках запасаются крахмал и другие органические вещества. В эволюционном плане волокна либриформа произошли из элементов ксилемы (трахеид), в которых функция проведения воды сочетается с опорной функцией. Волокна либриформа значительно короче лубяных волокон (не более 2 мм).
Клетки либриформа очень прочны, но почти неэластичны. Главная его функция — опора для водопроводящих элементов и для всего растения. Этот тип склеренхимы широко распространён среди высших растений. У лиственных деревьев либриформ занимает значительную часть древесины, особенно в тех её массивах, которые сформировались во второй половине вегетационного периода. Иногда склеренхима формируется перициклом, и в этом случае волокна называют перициклическими. Они долго сохраняют целлюлозные стенки, редко одревесневают.

#### Лубяные волокна
Расположены обычно в коровой части осевого органа, во флоэме, они встречаются в коре стебля и корня, а также в листовых черешках и пластинках, в цветоножках, плодоножках, реже плодах. Чаще они формируются в стеблях травянистых растений, но у многих пальм образуются в листьях. Клетки лубяных волокон длинные, толстостенные. Длина их колеблется от 40 до 60 мм, у китайской крапивы рами от 350 до 500 мм. В целом волокна насыщены цитоплазмой, в ней содержатся единичные мелкие хлоропласты, часто с крахмальными зёрнами. Число митохондрий значительно больше, чем хлоропластов. Характерная черта молодых волокон — высокоактивный Аппарат Гольджи. У сформировавшихся лубяных волокон протопласт чаще всего отмирает и полость клетки совершенно исчезает.
За счёт интрузивного роста лубяных волокон создаётся исключительная прочность ткани, которая повышается благодаря спиральным расположениям микрофибрилл оболочки. Обычно лубяные волокна составляют простую ткань, располагаясь либо более или менее широким поясом, либо отдельными группами, образующими вместе с проводящими тканями сосудисто-волокнистые пучки. У некоторых растений лубяные волокна вкраплены в лубяную паренхиму.
По происхождению лубяные волокна бывают:
- Первичные — образуются перициклом
- Вторичные — образуются камбием

У травянистых двудольных растений преобладают первичные волокна, у древесных — вторичные. Вторичные лубяные волокна намного короче первичных и чаще одревесневают. Крайне редко лубяные волокна развиваются у голосеменных.

## Использование
Свойства лубяных волокон (прочность, исключительная эластичность, большая длина волокна, отсутствие одревеснения) очень ценны для текстильной промышленности. Особый интерес представляют такие растения, как лён, конопля, кенаф, джут, рами, их текстильные волокна используется в текстильной промышленности.
Текстильные качества лубяных волокон неодинаковы. Различают твёрдо- и мягковолокнистые растения. У мягковолокнистых (лён) волокна мягкие, эластичные, идут на изготовление высококачественных льняных тканей. У твёрдоволокнистых (новозеландский лён, виды агавы, некоторые пальмы) волокна твёрдые, грубые, из них делают верёвки, щётки, грубые волокнистые ткани.

## Примечание
1. ↑  Лотова, 2010, с. 115.